# Cryptops similis
Cryptops similis är en mångfotingart som beskrevs av Machado 1953. Cryptops similis ingår i släktet Cryptops och familjen Cryptopidae.
Artens utbredningsområde är Spanien. Inga underarter finns listade i Catalogue of Life.